# Phytalmiinae
Sous-famille
Les Phytalmiinae sont une sous-famille de diptères de la famille des Tephritidae (petites mouches aux ailes marquées de dessins souvent caractéristiques et inhabituelles chez les mouches).

## Systématique
Pour BioLib, la sous-famille des Phytalmiinae est attribuée, en 1886, à l'entomologiste français Jacques Marie Frangile Bigot (1818–1893).

## Liste des tribus et genres
Selon BioLib (26 janvier 2022) :
- tribu Acanthonevrini Hardy, 1970
  - genre Acanthonevra Macquart, 1844
  - genre Acanthonevroides Permkam & Hancock, 1995
  - genre Aethiothemara Hendel, 1928
  - genre Afrocneros Bezzi, 1924
  - genre Alloeomyia Hardy, 1986
  - genre Anchiacanthonevra Hardy, 1986
  - genre Antisophira Hardy, 1974
  - genre Aridonevra Permkam & Hancock, 1995
  - genre Austronevra Permkam & Hancock, 1995
  - genre Austrorioxa Permkam & Hancock, 1995
  - genre Buloloa Hardy, 1986
  - genre Chatomerella de Meijere, 1914
  - genre Cheesmanomyia Malloch, 1939
  - genre Cleitamiphanes Hering, 1941
  - genre Clusiosoma Malloch, 1926
  - genre Clusiosomina Malloch, 1939
  - genre Copiolepis Enderlein, 1920
  - genre Cribrorioxa Hering, 1952
  - genre Dacopsis Hering, 1944
  - genre Diarrhegma Bezzi, 1913
  - genre Dirioxa Hendel, 1928
  - genre Ectopomyia Hardy, 1973
  - genre Emheringia Hardy, 1986
  - genre Enicopterina Malloch, 1939
  - genre Enoplopteron de Meijere, 1913
  - genre Exallosophira Hardy, 1980
  - genre Felderimyia Hendel, 1914
  - genre Freyomyia Hardy, 1974
  - genre Gressittidium Hardy, 1986
  - genre Griphomyia Hardy, 1987
  - genre Hemiclusiosoma Hardy, 1986
  - genre Hexacinia Hendel, 1914
  - genre Hexamela Zia, 1963
  - genre Hexaresta Hering, 1941
  - genre Labeschatia Munro, 1967
  - genre Langatia Hancock & Drew, 1995
  - genre Loriomyia Kertész, 1899
  - genre Lumirioxa Permkam & Hancock, 1995
  - genre Lyronotum Hering, 1941
  - genre Micronevrina Permkam & Hancock, 1995
  - genre Mimoeuphranta Hardy, 1986
  - genre Neothemara Malloch, 1939
  - genre Nothoclusiosoma Hardy, 1986
  - genre Ocnerioxa Speiser, 1915
  - genre Orienticaelum Ito, 1984
  - genre Paedohexacinia Hardy, 1986
  - genre Parachlaena Hering, 1944
  - genre Phorelliosoma Hendel, 1914
  - genre Polyara Walker, 1859
  - genre Polyaroidea Hardy, 1988
  - genre Pseudacanthoneura Malloch, 1939
  - genre Pseudacrotoxa Hering, 1941
  - genre Pseudoneothemara Hardy, 1976
  - genre Ptilona van der Wulp, 1880
  - genre Ptiloniola Hendel, 1914
  - genre Quasirhabdochaeta Hardy, 1986
  - genre Rabaulia Malloch, 1939
  - genre Rabauliomorpha Hardy, 1970
  - genre Rioxa Walker, 1856
  - genre Saucromyia Hardy, 1986
  - genre Sophira Walker, 1856
  - genre Sophiroides Hendel, 1914
  - genre Sophiropsis Hardy, 1986
  - genre Staurellina Hering, 1941
  - genre Stigmatomyia Hardy, 1986
  - genre Stymbara Walker, 1865
  - genre Taeniorioxa Permkam & Hancock, 1995
  - genre Termitorioxa Hendel, 1928
  - genre Themara Walker, 1856
  - genre Themarictera Hendel, 1914
  - genre Themarohystrix Hendel, 1914
  - genre Themaroides Hendel, 1914
  - genre Themaroidopsis Hering, 1941
  - genre Tritaeniopteron de Meijere, 1914
  - genre Trypanocentra Hendel, 1914
  - genre Walkeraitia Hardy, 1986
- tribu Epacrocerini
  - genre Epacrocerus Hardy, 1982
  - genre Proepacrocerus Hardy, 1988
  - genre Tanymetopus Hardy, 1982
  - genre Udamolobium Hardy, 1982
- tribu Phascini
  - genre Diarrhegmoides Malloch, 1939
  - genre Homoiothemara Hardy, 1988
  - genre Othniocera Hardy, 1986
  - genre Paraphasca Hardy, 1986
  - genre Phasca Hering, 1953
  - genre Xenosophira Hardy, 1980
  - genre Epinettyra Permkam & Hancock, 1955
- tribu Phytalamiini Bigot, 1886
  - genre Diplochorda Osten Sacken, 1881
  - genre Ortaloptera Edwards, 1915
  - genre Phytalmia Gerstaecker, 1860
  - genre Sessilina McAlpine & Schneider, 1978
- genre Colobostroter Enderlein, 1911
- genre Matsumurania Shiraki, 1933
- genre Pseudosophira Malloch, 1939
- genre Robertsomyia Hardy, 1983
- genre Terastiomyia Bigot, 1859